# IC 4552
IC 4552 — галактика типу NF (в процесі підтвердження) у сузір'ї Змія.
Цей об'єкт міститься в оригінальній редакції індексного каталогу.